# Franz Gabl
Franz Gabl (Sankt Anton am Arlberg, 29 dicembre 1921 – Bellingham, 23 gennaio 2014) è stato uno sciatore alpino austriaco.

## Palmarès

### Olimpiadi
- 1 medaglia, valida anche ai fini dei Mondiali:
  - 1 argento (discesa libera a Sankt Moritz 1948).